# Doloria
Doloria is een geslacht van kreeftachtigen uit de klasse van de Ostracoda (mosselkreeftjes).

## Soorten
- Doloria (Doloria) levis Skogsberg, 1920
- Doloria (Doloria) sarsi Kornicker, 1987
- Doloria (Dolorietta) antarctica Chavtur, Brandao, Bashmanov, 2012
- Doloria (Dolorietta) isaacsi Kornicker, 1975
- Doloria (Dolorietta) levinsoni Kornicker, 1975
- Doloria (Dolorietta) mawsoni Kornicker, 1975
- Doloria (Dolorietta) pectinata Skogsberg, 1920
- Doloria (Dolorietta) septenaria Kornicker, 1975
- Doloria (Dolorietta) sextafiliformis Chavtur, Brandao, Bashmanov, 2012
- Doloria isaacsi Kornicker, 1975
- Doloria levinsoni Kornicker, 1975
- Doloria levis (Skogsberg, 1920) Poulsen, 1962
- Doloria mawsoni Kornicker, 1975
- Doloria pectinata (Skogsberg, 1920) Poulsen, 1962
- Doloria sarsi Kornicker, 1987
- Doloria septenaria Kornicker, 1975